# Abbey Road Studios

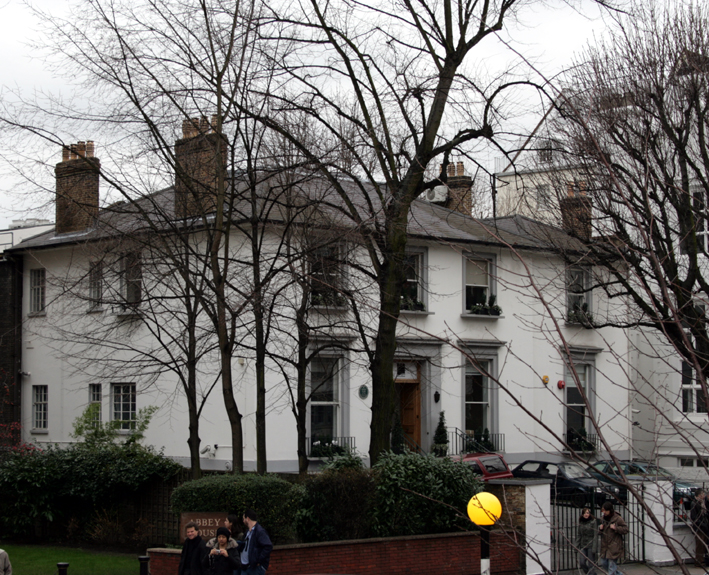
Abbey Road Studios, 2007

Abbey Road Studios sind die nach der im Londoner Stadtteil Westminster gelegenen gleichnamigen Straße benannten Tonstudios des britischen Plattenkonzerns EMI. Sie wurden insbesondere durch die Band The Beatles weltberühmt und auch als EMI Recording Studios oder EMI Studios bezeichnet.

## Geschichte

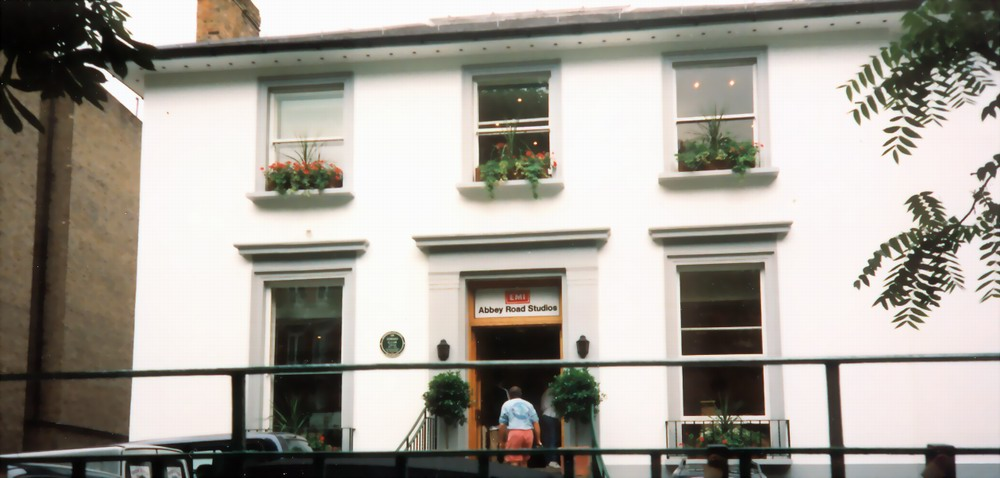
Eingang zu den EMI-Studios

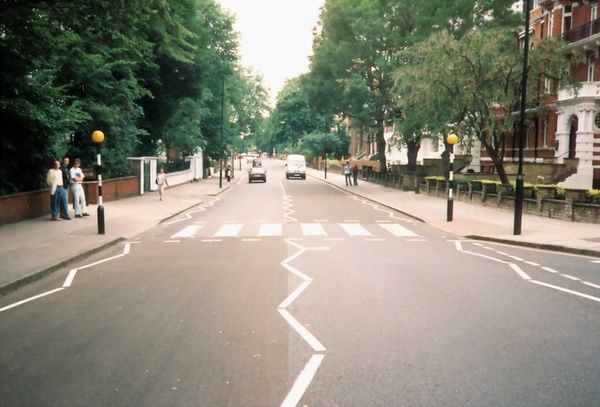
Der vom Cover des Beatles-Albums Abbey Road bekannt gewordene Zebrastreifen vor den Abbey Road Studios

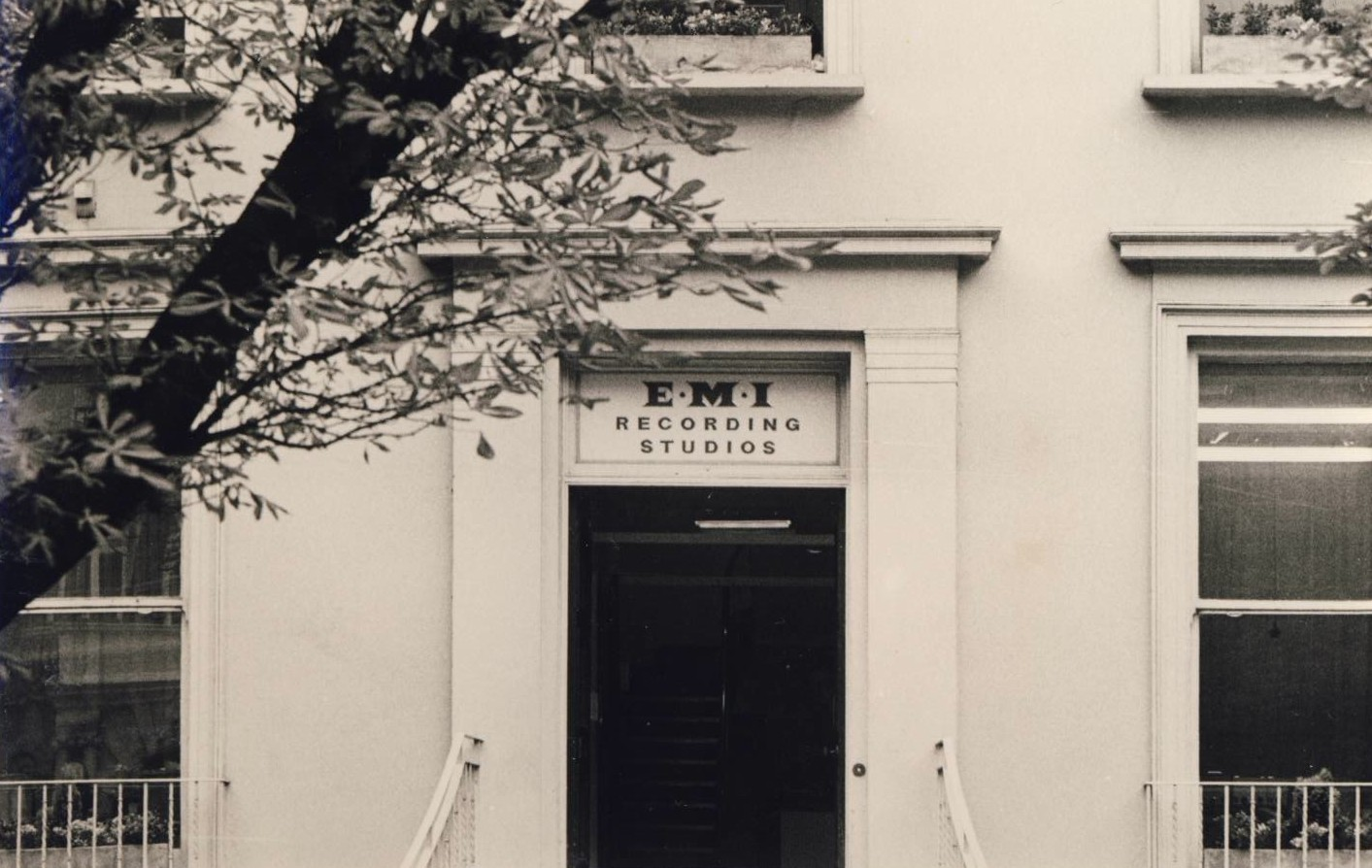
EMI Recording Studios, 1969

Unter der Adresse 3 Abbey Road, St. John’s Wood (City of Westminster), London NW8 9AY, verbarg sich zunächst ein 1830 errichtetes Wohngebäude im georgianischen Baustil, das am 3. Dezember 1929 von der Gramophone Company für 16.500 Pfund erworben und nach Entwürfen des Architekturbüros Wallis, Gilbert and Partners in ein Tonstudio umgebaut wurde. Die Umbaukosten betrugen mit 100.000 Pfund ein Vielfaches des Kaufpreises.
Zur Zeit seiner Eröffnung am 12. November 1931 war Gramophone bereits mit der Columbia Graphophone Company zu EMI fusioniert. Edward Elgar machte die Eröffnung durch die Aufführung mit dem London Symphony Orchestra unsterblich durch die Aufnahme von The Land of Hope and Glory. Das war die erste Tonaufnahme der neuen Studios. Alle klassischen symphonischen Werke der EMI entstanden fortan hier in den Studios. Es folgte Falstaff (Symphonische Studie in C-Moll, Opus 68), ebenfalls am 12. November 1931 und 4. Februar 1932 in Studio 1 aufgenommen. Elgar nutzte Studio 1 künftig für Klassikaufnahmen, unter anderem für das Violinkonzert in h-moll (Opus 61) mit dem damals 16-jährigen Yehudi Menuhin, das hier am 14. und 15. Juli 1932 aufgenommen wurde. Menuhin hat hier fast 250 Werke aufgenommen und gehört damit zu den intensivsten Nutzern der Studios.

### Wichtige Produzenten
Bereits im Oktober 1950 kam Produzent George Martin zu EMI und wurde 1955 zum Chef des Tochterlabels Parlophone Records ernannt. Parlophone war eigentlich ein Klassik-Label, doch unter Martin entwickelte es sich zum Jazz- und Comedy-Label. Die erste selbstständige Produktion Martins entstand mit Humphrey Lytteltons Jazzband, die am 25. Oktober 1950 die Titel Trouble in Mind / Panama Rag (Parlophone #R3346) einspielten. Es folgten am 22. November 1950 Get Out of Here And Go On Home, am 24. Januar 1951 wurden der Trog’s Blues und der Wolverine Blues aufgenommen. Im August 1951 entstanden für Sidney Torch & Orchestra La Muse Legere / Barwick Green (#R3418). Mit Freddie Randall, John Dankworth, Joe Daniels oder Jack Parnell folgten Produktionen für weitere Jazzbands. Dann produzierte Martin im Jahr 1951 Klassikaufnahmen vom London Baroque Ensemble (Dirigent: Karl Haas) mit Mozart-Kompositionen, veröffentlicht auf einer LP im Oktober 1952. Es folgte im August 1952 für Eve Boswell Sugar Bush / I’m Yours (#R3561), dann die Satireplatte Phoney Folk Lore / Mock Mozart von Peter Ustinov, entstanden im Dezember 1952. Im selben Monat wurde die Single I Went to Your Wedding / I Will Never Change von einem gewissen Dick James veröffentlicht. James sollte später zu einem der einflussreichsten und erfolgreichsten britischen Musikverleger und -unternehmer werden, als er die Beatles verlegt und Elton John entdeckt. Pickin’ A Chicken von Eve Boswell entstand im Oktober 1955 und war mit einem Rang neun der britischen Charts der erste Pophit aus den Studios, produziert von George Martin. Es folgte Johnny Dankworth mit seinem Orchester, der im Juni 1956 Experiments With Mice (aufgenommen am 10. Mai 1956) zum Rang sieben der Charts brachte. Lytteltons Saturday Jump wiederum entstand am 9. Dezember 1958, seine einzige Hitparadennotierung Bad Penny Blues wurde allerdings im April 1956 in den IBC-Studios von Denis Preston produziert. George Martins erster Tophit wurde das am 30. Mai 1961 veröffentlichte You’re Driving Me Crazy von den Temperance Seven im Vaudeville-Stil, das bei EMI auf große Skepsis stieß.
Berühmt wurde George Martin als Produzent der Beatles und anderer Popbands, die in deren Gefolge einen Plattenvertrag erhielten wie Gerry & The Pacemakers, Billy J. Kramer & the Dakotas, Fourmost oder die Popsängerin Cilla Black. Alleine im Jahr 1963 verblieben seine Produktionen, die bis zum ersten Rang vordrangen, dort für insgesamt 37 Wochen. Martin ist als Produzent bei 4836 Titeln registriert.
Andere Produzenten sorgten in den EMI Recording Studios, später Abbey Road Studios genannt, ebenfalls für Erfolg. Norrie Paramor, beim Schwesterlabel Columbia Records angestellt, war insbesondere für die Karriere von Cliff Richard und den Shadows verantwortlich. Der erste Tophit der Tonstudios entstand unter seiner Leitung am 29. Juli 1953 mit dem Trompeter Eddie Calvert, der O mein Papa zur Nummer eins verhalf. Am 24. Juli 1958 entstand mit Move it / Schoolboy Crush und einem zweiten Rang in der britischen Hitparade der erste Rock-’n’-Roll-Erfolg aus den Abbey Road Studios. Nicht zuletzt durch die Fließbandarbeit mit Cliff Richard und den Shadows zeichnet Norrie Paramor für 771 Produktionen verantwortlich.
Im Jahr 1957 kam Norman Newell als Produzent in die Studios, der ebenfalls für das Schwesterlabel Columbia tätig war und dort insbesondere den Pop-Pianisten Russ Conway produzierte. Aber auch John Barry, später berühmter Komponist der meisten James-Bond-Titelmusiken, wurde mit seiner Band John Barry Seven von Newell produziert. Ebenso war Newell für die Sängerinnen Shirley Bassey und Alma Cogan zuständig. Bassey kam erst im Jahr 1960 zu Columbia, wo Newell mit ihr am 21. Juni 1961 den Tophit Climb Ev’ry Mountain produzierte. Am 21. Januar 1964 entstand für das Pop-Duo Peter & Gordon der Millionenseller A World Without Love. Newell hat insgesamt 845 Titel für EMI in den Studios produziert.
Die Künstler waren jedoch nicht auf einen bestimmten Produzenten fixiert. So erinnerte sich George Martin, dass die eigentlich regelmäßig von Norman Newell produzierte Shirley Bassey im Sommer 1964 in Martins Büro kam, um mit ihm einen Aufnahmetermin abzustimmen. Bassey, die nur wenig Tophits vorweisen konnte, glaubte an einen großen Hit, wenn er nur von dem erfolgreichsten Produzenten der Studios beaufsichtigt würde. Am 20. August 1964 entstand mit Goldfinger die Titelmelodie zum gleichnamigen James-Bond-Film (mitkomponiert von John Barry), der in den USA mit einem achten Rang dort ihr erfolgreichster Hit war, während er im Heimatland lediglich bis auf Platz 21 hochkam. Im Anschluss entwickelte sich der Song insbesondere in den USA zum Millionenseller.

### Abbey Road im Fernsehen
Die spektakulärste Aufnahmesession war die weltweit im Fernsehen live über Satellit übertragene Plattenaufnahme der Beatles zum Programm Our World, das am 25. Juni 1967 ausgestrahlt wurde. Mindestens 200 Millionen Zuschauer konnten die Beatles live bei ihren Aufnahmen zur nächsten Single mit dem Titel All You Need Is Love beobachten. Die BBC übertrug nicht – wie vielfach angenommen – die erste Einspielung der Aufnahme, sondern es handelte sich bereits um Take 58. Im Studio 1 waren neben den Beatles die formal gekleideten 13 Mitglieder des Orchesters sowie insbesondere noch Mick Jagger und Keith Richards (Rolling Stones), Keith Moon (The Who), Eric Clapton (Cream), Graham Nash (Hollies) oder Marianne Faithfull, die mitsingen und händeklatschen durften. Das spontane Fadeout, die sogenannte „Coda“, mit kurzen Takten aus Johann Sebastian Bachs achter zweistimmigen Invention, der Marseillaise, Greensleeves, In the Mood, Yesterday und She Loves You beendete den britischen Beitrag zu Our World. Die Endabmischung fand am 26. Juni 1967 statt, veröffentlicht wurde die Single bereits am 7. Juli 1967. Das am 26. September 1969 von den Beatles veröffentlichte Album wurde nach den inzwischen weltberühmten Studios Abbey Road genannt und zeigt die vier auf dem Cover, wie sie den Zebrastreifen vor den Studios überqueren. Dieses Bild wurde so berühmt, dass es häufig nachgestellt, persifliert oder von anderen Bands nachgeahmt wurde.

### Wichtige Aufnahmen

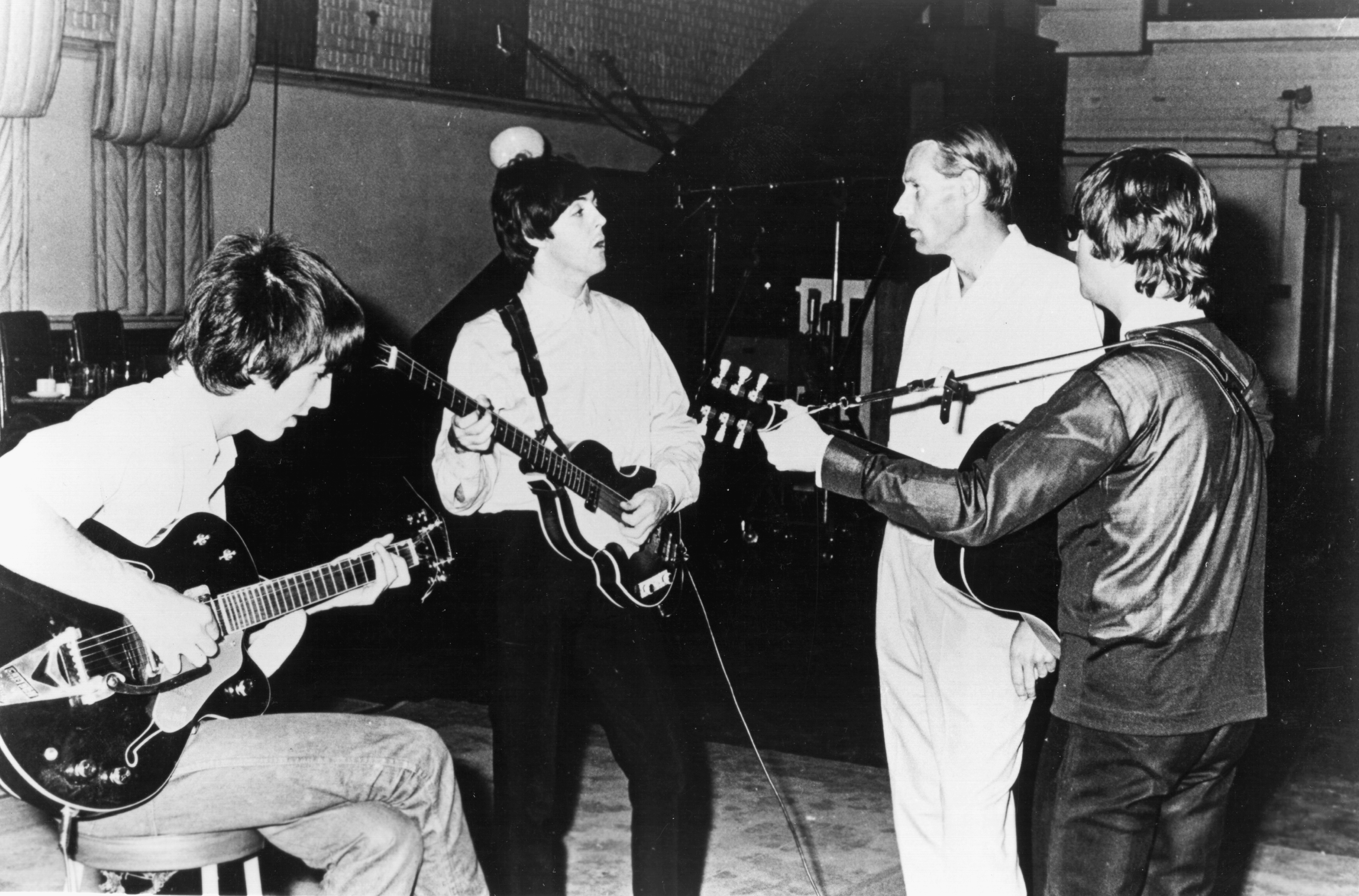
Aufnahmesession (1966): von links nach rechts: George Harrison, Paul McCartney, George Martin (Musikproduzent) und John Lennon

Am 16. September 1944 machte hier Glenn Miller zusammen mit Dinah Shore seine letzten sechs Aufnahmen, gedacht für Propagandazwecke, bevor er im Dezember 1944 auf dem Flug nach Paris über dem Ärmelkanal – wahrscheinlich mit dem Flugzeug – abstürzte.
Erster Hitparadenerfolg aus den Abbey Road Studios war die Cowpuncher’s Cantata von Max Bygraves, das beim ersten Hitparadeneintritt in die ersten britischen Charts im November 1952 bis zum Rang elf vordrang. Alma Cogan nahm hier 19 Hit-Singles auf, auch den Nummer-eins-Hit Dreamboat (Mai 1955). Helen Shapiro ließ hier elf Hit-Singles aufnehmen, auch den am 28. Juli 1961 aufgenommenen Tophit Walking Back To Happiness. In der Beatband-Ära entstanden hier die großen Hits der Beatles (erste Aufnahmen waren am 6. Juni 1962 Bésame mucho, Love Me Do und P.S. I Love You), für die Seekers oder The Hollies. Pink Floyd nahmen nicht nur zwischen Februar und Juli 1967 mit dem Produzenten Norman Smith ihr Debüt-Album The Piper at the Gates of Dawn hier auf, sondern beinahe alle nachfolgenden Alben. Dazu gehörten The Dark Side of the Moon (März 1973) und Wish You Were Here (September 1975). Duran Duran spielten hier Notorious (November 1986) ebenso ein wie Oasis die LPs Be Here Now (Oktober 1996) oder Dig Out Your Soul (Oktober 2008).
Im Jahr 1972 wurde dort Ornette Colemans Album Skies of America mit dem London Symphony Orchestra eingespielt. Seit 1981 wird das Studio 1 auch als Aufnahmestudio für orchestrale Filmmusiken benutzt. Der erste Film, der hier seine musikalische Untermalung erhielt, war Jäger des verlorenen Schatzes mit der Musik von John Williams, der am 12. Juni 1981 in den USA in die Kinos kam. Auch die Musik für Peter Jacksons Der Herr der Ringe und die Soundtracks für die Harry-Potter-Filme wurden hier aufgenommen.
Phil Ramone produzierte am 23. März 2011 den Jazz-Klassiker Body and Soul für Amy Winehouse und Tony Bennett in den Abbey Road Studios, die letzte Studioaufnahme von Amy Winehouse vor ihrem Tod am 23. Juli 2011. Die Single wurde am 14. September 2011 veröffentlicht.

## Aufnahmetechnik

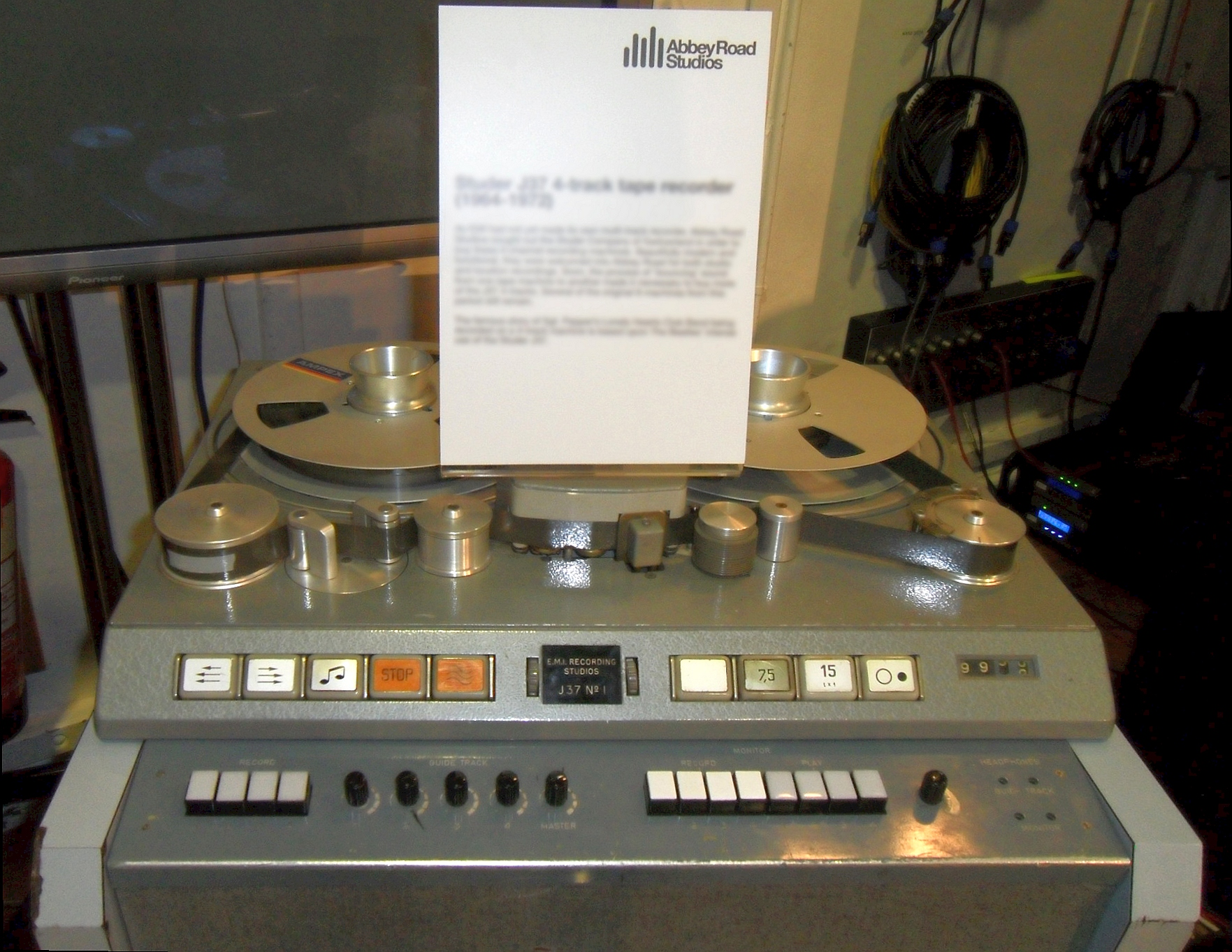
Studer J-37 Vierspur-Tonbandgerät, mit dem unter anderem Sgt. Pepper’s Lonely Hearts Club Band von den Beatles aufgenommen wurde

Wie in Tonstudios allgemein üblich, folgte die Studiotechnik den neuesten technischen Errungenschaften. Die erste Vierspur-Stereo-Tonbandmaschine von Telefunken wurde 1959 angeschafft, die für klassische Aufnahmen vorgesehen war. Aber Norrie Paramor nahm hiermit auch Cliff Richard und die Shadows zu Beginn ihrer Karriere auf. Im Jahr 1962 wurden erstmals Schweizer Studer C37 Zweispur-Tonbandmaschinen eingesetzt. Erste Aufnahmen hiermit wurden am 10. Mai 1962 von Cliff Richards Titel Bachelor Boy gemacht. Als ab 1964 Popgruppen der EMI ebenfalls Bedarf anmeldeten, wurden im Juni 1964 acht Studer J37 Vierspur-Tonbandmaschinen angeschafft, die bis Ende 1968 in Betrieb blieben. Die Beatles wurden noch mit Zweispurtechnik bis zur Aufnahme von I Want to Hold Your Hand aufgenommen, erst bei dieser Aufnahme wurde am 17. Oktober 1963 Vierspurtechnik angewandt. Das REDD Mischpult war eine Entwicklung des Tonmeisters Peter K. Burkowitz. Den Produzenten erlaubte die Vierspurtechnik, den Grundrhythmus einer Band auf zwei Spuren zu legen, wofür manchmal viele Takes erforderlich waren. Das beste Take wurde dann zum Overdubbing verwandt. Die beiden anderen Spuren waren für Gesang und Sound reserviert. Das legendäre Konzeptalbum Sgt. Pepper’s Lonely Hearts Club Band der Beatles wurde durch Verbindung zweier Vierspurgeräte (Studer J37) in der Rekordzeit von 129 Tagen zwischen November 1966 und April 1967 aufgenommen.
Es waren die Beatles mit ihrem Produzenten George Martin, die die weltweit angewandten üblichen Aufnahmetechniken revolutionierten. Soundeffekte wie Rückwärtsaufnahmen mit Flanging, Phasing, Soundcollagen oder kontrolliertes Feedback waren in dieser Intensität in der Popmusik noch nicht eingesetzt worden, von den ersten Versuchen des Joe Meek einmal abgesehen. Die Abbey Road Studios wurden damit zum Trendsetter einer weltweit adaptierten, neuartigen Tontechnik. Das Automatic oder Artificial double-tracking (ADT) wurde ab 7. April 1966 in den Studios bei Beatles-Aufnahmen von Tontechniker Ken Townsend während der Aufnahmen zum Album Revolver entwickelt. Hierbei wird ein Tonsignal einer Tonspur entnommen und auf ein anderes Tonband mit einem veränderbaren Oszillator übertragen. Die so veränderte Tonspur wird auf die ursprüngliche Tonspur zurückübertragen. Die Beatles nutzten diese Technik später extensiv. Insbesondere John Lennon mochte seine Stimme nicht besonders gerne hören und wünschte ein intensives Double-tracking. Der erste Beatles-Hit mit ADT war das am 14. April 1966 aufgenommene Paperback Writer. Im Jahr 1968 entwickelte EMI ein Achtspurgerät mit 24 Eingängen, das beispielsweise für das Album The Beatles eingesetzt wurde, 1974 verband man zwei 24-Spur-Tonbandmaschinen zu einer 48-Spur-Technik.

## Ausstattung
Der gesamte, für die Zwecke von Tonstudios baulich angepasste Gebäudekomplex besteht aus drei großen Tonstudios jeweils mit Kontrollräumen, wobei Studio 1 das weltweit größte Tonstudio ist und Symphonie-Orchester-Stärke (110 Personen und gleichzeitig einen 100-Personen-Chor) fassen kann. Es gibt folgende Studios:
| Tonstudio                 | Fläche in Meter  | Deckenhöhe in Meter |
| ------------------------- | ---------------- | ------------------- |
| Studio One Kontrollraum   | 29 x 17 7 x 5    | 12 3                |
| Studio Two Kontrollraum   | 18 x 11 7 x 5,50 | 9 3                 |
| Studio Three Kontrollraum | 12 x 8 7 x 5,50  | 5 4                 |

Im Kontrollraum befindet sich eine AMS NEVE 88RS Konsole mit 72 Eingängen. Studio 2 hat eine Aufnahmekapazität von 55 Personen. Die typengleiche Konsole hat 60 Eingänge. Im Penthouse ist noch ein weiterer Kontrollraum für digitales Mixen und ein Isolierraum für die Aufnahme einzelner Instrumente untergebracht. Hier befindet sich die größte Konsole der drei Studios mit 96 Kanälen. Die Beatles kamen hierhin erstmals zum Vorsingen am 6. Juni 1962, ihre erste offizielle Aufnahmesession fand für Love Me Do in Studio 2 am 11. September 1962, die letzte Aufnahmesession zu I Me Mine am 3. Januar 1970 statt. In Studio 1 dirigierte Paul McCartney 1967 das Orchester, in Studio 3 begann er mit Ringo Starr Why Don’t We Do It in the Road? aufzunehmen. für A Day in the Life.

## Statistik
Zwischen dem ersten Jahr der Aufzeichnung einer Hitparade in Großbritannien im Jahr 1952 und 1982 entstanden in den Abbey Road Studios insgesamt 74 Nummer-eins-Hits, davon 15 der Band The Beatles. Beinahe alle Alben und Singles der Beatles wurden hier aufgenommen, wobei fast immer George Martin als Produzent fungierte, Norman Smith war der Toningenieur und Chris Neal der Zweite Toningenieur. Alleine auf die drei wichtigsten Produzenten George Martin, Norman Newell und Norrie Paramor entfallen 6452 produzierte Musiktitel. Andere berühmt gewordene Toningenieure sind Alan Parsons, Geoff Emerick, John Smith und Glyn Johns. Die Abbey Road Studios waren und sind stark ausgelastet, sodass Publikumsverkehr nicht eingeplant wird. Interessenten können die Studios nur von außen betrachten.

## Verkaufspläne
Als die EMI Group im Jahr 1992 Virgin Records erwarb, gehörten zum Kauf nicht nur das Plattenlabel, sondern auch die renommierten Olympic Studios. Damit war EMI Eigentümer von zwei Tonstudios. Im Februar 2010 entschloss sich EMI zunächst, die verlustbringenden Olympic Sound Studios mit ihren elf Angestellten an einen Geschäftsmann zu veräußern. Mit Rücksicht auf die enormen öffentlichen Proteste im Hinblick auf die Verkaufsabsichten der verlustbringenden Abbey Road Studios plante EMI nunmehr lediglich, einen Minderheitenanteil abzugeben, um Modernisierungen zu ermöglichen. Der Plattenkonzern hatte 2009 ein Kaufangebot von 30 Millionen Pfund ausgeschlagen. Im Februar 2010 wurden die Tonstudios zu einem historischen Gebäude erklärt und unter Denkmalschutz gestellt.

## Institut
Seit 2010 bietet das Abbey Road Institute ein von Toningenieuren der Abbey Road Studios und Fachleuten aus dem Bildungsbereich neu entwickeltes Ausbildungsprogramm an. Der Lehrplan umfasst die drei Hauptbereiche Music Theory and Production, Sound Engineering and Acoustics und Management and Business.
Gearbeitet wird nach dem Prinzip des Progressive Continuous Learning (PCL), bei dem Module in kleinere Themengebiete aufgeteilt und diese schrittweise und in logischer Reihenfolge in Theorie und Praxis vermittelt werden. Der Unterricht wird von Lehrkräften und Experten der Musikindustrie erteilt. In den Tonstudios der Institute lernen die Teilnehmer sowohl an modernem als auch Vintage-Equipment.